# 朱培庆 (外交官)
朱培庆（1935年11月19日—），上海人，中华人民共和国政治人物、外交官，朱学范第三子。

## 生平
朱培庆1960年毕业于外交学院，进入中华人民共和国外交部工作，先后在外交部礼宾司、钓鱼台宾馆管理局、驻几内亚大使馆、驻扎伊尔大使馆和驻突尼斯大使馆任职。1992年6月，出任中华人民共和国驻黎巴嫩大使。1996年10月，自驻黎巴嫩大使离任。